# Mays Chapel
Mays Chapel és una concentració de població designada pel cens dels Estats Units a l'estat de Maryland. Segons el cens del 2000 tenia 11.427 habitants.

## Demografia
Segons el cens del 2000, Mays Chapel tenia 11.427 habitants, 4.675 habitatges, i 3.225 famílies. La densitat de població era de 1.176,5 habitants per km².
Dels 4.675 habitatges en un 32,2% hi vivien nens de menys de 18 anys, en un 59,5% hi vivien parelles casades, en un 7,4% dones solteres, i en un 31% no eren unitats familiars. En el 26,4% dels habitatges hi vivien persones soles el 9,2% de les quals corresponia a persones de 65 anys o més que vivien soles. El nombre mitjà de persones vivint en cada habitatge era de 2,44 i el nombre mitjà de persones que vivien en cada família era de 2,99.
Per edats la població es repartia de la següent manera: un 25,2% tenia menys de 18 anys, un 3,8% entre 18 i 24, un 27,8% entre 25 i 44, un 28,3% de 45 a 60 i un 15% 65 anys o més.
L'edat mediana era de 42 anys. Per cada 100 dones de 18 o més anys hi havia 83,1 homes.
La renda mediana per habitatge era de 71.786 $ i la renda mediana per família de 84.549 $. Els homes tenien una renda mediana de 61.841 $ mentre que les dones 45.036 $. La renda per capita de la població era de 41.086 $. Entorn del 2% de les famílies i el 2,4% de la població estaven per davall del llindar de pobresa.

## Poblacions més properes
El següent diagrama mostra les poblacions més properes.